# Antoine Léonard Thomas
Antoine Léonard Thomas (Clermont-Ferrand, 31 ottobre 1734 – Oullins, 31 dicembre 1785) è stato un poeta e critico letterario francese, annoverato tra i pù grandi oratori del suo tempo.

## Biografia
Era figlio di una donna molto distinta e di forte carattere, madre di diciassette figli, che mantenne le sue facoltà fino all'età di ottantaquattro anni e, dirigendo lei stessa l'educazione precoce dei suoi figli, aprì la strada al successo di quelli che sopravvissero. Portato a Parigi all'età di dieci anni, il giovane Léonard ricevette una solida educazione al Collegio du Plessis, dove ottenne molti brillanti successi. Nonostante i desideri della famiglia, che lo voleva avvocato, accettò un posto di insegnante in una piccola classe del Collegio di Beauvais; era un modo per assecondare più liberamente l'inclinazione che lo portava verso la letteratura. Nel 1753 pubblicò la sua tesi magistrale dal titolo: Quantum in societatibus hominum litteratorum ad mutuam utilitatem mutua prosit amicitia.
Nel 1756, senza apporre il suo nome, pubblicò alcune riflessioni filosofiche e letterarie sul poema della Religione naturale di Voltaire, giudicando con pedanteria i versi del philosophe, paragonando il suo genio a “un vulcano che ora sprigiona solo deboli scintille oscurate da molta cenere”. In seguito sconfessò questo peccato letterario tanto che Voltaire lo annoverò, se non tra i suoi sostenitori, almeno tra i suoi più accesi ammiratori. Nello stesso anno compose un'ode molto enfatica dedicata al controllore generale delle finanze Moreau de Séchelles, che aumentò le entrate dell'Università di Parigi di 20.000 franchi.
Nel 1757, il suo Mémoire sur la cause des tremblements de terre fu giudicato degno di un accesso all'Accademia di Rouen. Scritto in uno spirito interamente religioso, questo fu sufficiente per rifiutarlo dalla sua collezione di libri. Quando Watelet gli offrì una pensione di 1.200 franchi per permettergli di dedicarsi più liberamente alla sua vocazione letteraria, il giovane professore rifiutò, preferendo affidarsi a se stesso e alla sua penna, e non aveva torto, perché il nuovo spirito era penetrato fino all'Académie française. Sotto la segreteria di Duclos, l'Académie aveva infatti dato prova di una notevole innovazione nella scelta dei temi proposti per i premi di eloquenza, decidendo di sostituire i luoghi comuni della retorica o della morale con l'elogio degli uomini illustri della nazione. Thomas, insieme a La Harpe, fu lo scrittore settecentesco che meglio comprese il vero spirito di questi concorsi. Così, “a seconda che si abbia poca considerazione per la libertà o la si ami, si vede in Thomas solo un declamatore roboante, una mente falsa e chimerica, oppure sotto la forma un po' sontuosa e stentata della sua eloquenza, attraverso le candide esagerazioni di un entusiasmo inesperto, si percepisce in lui un'anima onesta e generosa, un talento sincero.”
Il successo oratorio di Thomas all'Académie iniziò nel 1759 con l'Éloge du maréchal de Sax, un pezzo debole in cui Grimm trovava, non senza ragione, verbosità. Nello stesso anno viene pubblicato Jumonville, poema storico in quattro canti, un'ode in onore del capitano di Jumonville che racconta il controverso episodio della morte di questo ufficiale francese assassinato in America dagli inglesi, in cui abbondano i sentimenti patriottici, ma anche i versi brillanti e freddi; il tema non è felice, poiché nella versione di Thomas si tratta di un assassinio il cui responsabile è il giovane colonnello George Washington. Élie Fréron gli rilascia tuttavia con compiacimento un certificato di talento poetico.
Dopo una serie di elogi e di premi ricevuti, nel 1762 il duca di Praslin, ministro degli Esteri, nominò Thomas suo segretario. Questo non gli impedì di continuare a scrivere, tanto che proprio nell'ufficio del duca compose il suo Éloge de Sully nel 1763, che ebbe un impatto prodigioso. Grimm scrisse che “questo elogio da solo merita più corone degli altri tre messi insieme”, pur indirizzando alcune critiche contro “la pomposità puerile e pedante” di questa laboriosa dizione.

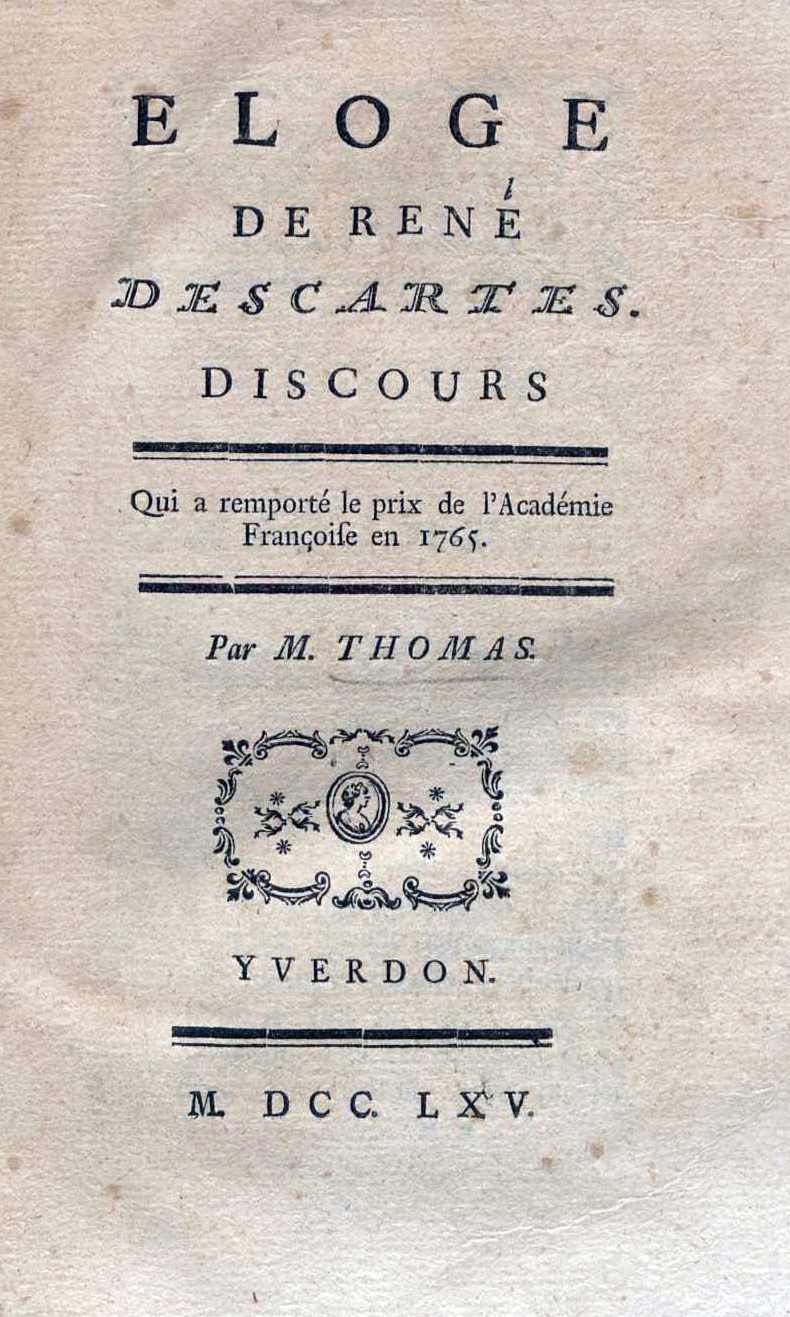
Eloge de René Descartes, 1765

Il suo Éloge à Descartes del 1765 suscitò scandalo presso i più reazionari dell'Académie, su tutti gli abati Batteux e d'Olivet. Ad ogni modo, il 6 novembre 1766, fu nominato per sostituire Jacques Hardion all'Académie, dove, come disse lui stesso, desiderava entrare “dalla porta principale”. Nel suo discorso di accettazione, pronunciato il 22 gennaio 1767, lesse un brano della sua Pétréide che fece addormentare gli astanti, Grimm compreso.
Nel 1770 lesse il suo Éloge de Marc-Aurèle alla seduta pubblica del Saint-Louis. Quest'opera di glorificazione della filosofia è, con l'Éloge de Descartes, il suo capolavoro. Avendo recepito un gran numero di allusioni contro il governo e i ministri, all'oratore fu proibito di stampare la sua opera, che vide la luce solo nel 1775.
L'Essai sur le caractère, les mœurs et l'esprit des femmes ("Saggio sul carattere, i costumi e l'animo delle donne") del 1772 non ebbe molto successo e non fu apprezzato dalle stesse donne, tanto che diede adito a numerose critiche e battute, soprattutto da parte di Galiani, Diderot e Marie du Deffand.
Nel 1777 Thomas perse una cara amica, ovvera la salottiera Marie-Thérèse Geoffrin, che era stata una delle sue più fedeli benefattrici. Da quel momento in poi, le sue uniche preoccupazioni furono il poema La Pétréide, che rimase incompiuta, e la sua salute, che declinava di giorno in giorno e lo condannava a viaggi nel sud della Francia durante i quali gli era proibito qualsiasi lavoro. L'unica distrazione alla sua salute cagionevole la trova in una serie di corrispondenze con Suzanne Necker, Ducis, suo intimo amico, ed Alexandre Deleyre. Queste lettere fanno parte del corpus letterario più singolare di Thomas, dato che mostrano un uomo dall'animo delicato e malinconico, lontano dall'oratore pomposo e solenne di un tempo. D'altra parte, nelle sue Mémoires Marmontel aveva lodato in molti punti il "Thomas sensibile e virtuoso, [un] grande talento che i critici disumani avevano congelato".
Thomas, per la nobiltà del suo carattere, si era conquistato la stima di numerose persone. Tra le sue amicizie, oltre ai già citati Ducis e Necker, vanno aggiunti i nomi di Marmontel, d'Alembert e Barthe.
Nel maggio del 1785, mentre si trovava a Oullins, presso il castello dell'arcivescovo di Lione Antoine de Montazet, con il quale si era fermato per qualche giorno di ritorno da Nizza, Thomas venne improvvisamente a sapere della morte dell'amico Barthe e che un grave incidente aveva messo in pericolo la vita di Ducis al passo delle Echelles. Corse a cercare Ducis, ma morì lui stesso qualche mese dopo, quasi mentre assisteva l'amico, con il quale era tornato a Oullins. L'arcivescovo Montazet gli dedicò un epitaffio nella chiesa di Oullins, le cui poche righe riassumono lo spirito del letterato. Assieme a Ducis, Thomas è considerato l'ultimo vero stoico degli uomini di lettere di fine Ancien Régime.

## Opere
- Ode à Mr Moreau de Séchelles, 1756.
- Mémoire sur la cause des tremblemens de terre, qui a remporté le prix Accessit au jugement de l’Académie royale des sciences, belles-lettres et arts de Rouen, le 3 août 1757, 1758.
- Jumonville, poème, 1759.
- Éloge de Maurice, comte de Saxe, 1759.
- Éloge de Henri François d'Aguesseau, chancelier de France, 1760.
- Épitre au peuple, ouvrage présenté à l’Académie françoise, en 1760, 1761.
- Éloge de René Duguay-Trouin, lieutenant général des armées navales, 1761.
- Ode sur le temps, 1762.
- Les Devoirs de la société civile, Ode adressée à un homme qui vit dans la solitude, 1762.
- Éloge de Maximilien de Béthune, duc de Sully, 1763.
- Eloge de René Descartes, Yverdon, 1765.
- Éloge de Louis, dauphin de France, 1766.
- Amphion, acte de ballet, Paris, Académie royale de musique, 11 ottobre 1767, in-4°.
- Lettres sur la paix, Lyon, 1763, in-8o.
- Essai sur le caractère, les mœurs et l’esprit des femmes dans les différens siècles, Parigi, 1772.
- Éloge de Marc Aurèle, 1775.
- Esprit, maximes et principes de Thomas, 1788.
- Essai sur les éloges, ou Histoire de la littérature et de l’éloquence appliquées à ce genre d’ouvrage, 1812.
- Œuvres complètes de Thomas, 6 vol., 1822-25.